# 아흐메드나비 아흐메드나비예프

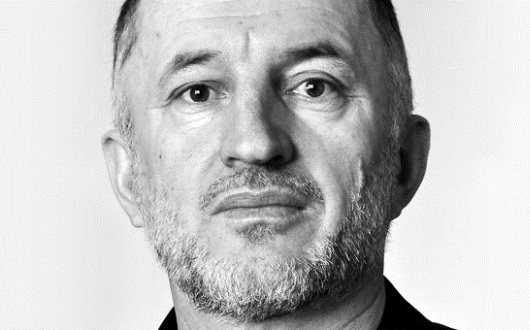
아흐메드나비 아흐메드나비예프

아흐메드나비 오마르디비로비치 아흐메드나비예프(러시아어: Ахмеднаби Омардибирович Ахмеднабиев, 1958년 12월 29일 ~ 2013년 7월 9일)는 러시아의 언론인이다.

## 생애
다게스탄 공화국 카라타 마을에서 태어나서 의과대학에서 의학 교육을 받았고 다게스탄 공화국에서 심장병 전문의로 근무했다. 1990년대에 언론인으로 전향한 이후에 다게스탄 공화국에서 발행된 독립 간행물인 《노보예 델로》의 편집부 차장으로 근무했다. 이 매체는 다게스탄 공화국의 공직자들과 정부의 부패 혐의를 폭로하는 내용이 담고 있어서 현지 주민들로부터 높은 평가를 받았다.
아흐메드나비예프는 다게스탄 공화국의 인권 침해, 경찰에 의한 고문과 납치, 법 집행 상황을 크게 비판했고 무슬림들의 권리를 옹호하면서 살해 위협을 받게 된다. 특히 2012년 5월에는 키즐랴르에서 주민 5명이 살해당한 사건의 진상 조사를 요구하기 위해 마하치칼라에서 열린 집회에 참석하면서 위협적인 문자 메시지를 받았고 러시아 연방보안국의 수장에게 문제의 문자 메시지를 보낸 사람들을 조사해 줄 것을 요청했다.
2013년 1월 11일에는 아흐메드나비예프의 집에 침입한 가해자들이 그에게 총을 발사했지만 살아남았다. 검찰은 해당 사건을 암살 시도가 아닌 재산 피해 사례로 분류했다. 2013년 7월 9일에 다게스탄 공화국 세멘데르 마을에 위치한 자신의 집 밖에서 여러 차례의 총상을 입었다. 또한 속도를 내면서 달리던 차량 1대가 아흐메드나비예프가 탄 차량을 향해 돌진하면서 아흐메드나비예프는 그 자리에서 사망했다.